# Thỏ lam Sint-Niklaas

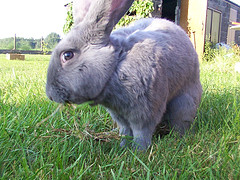
Một con thỏ lam

Thỏ lam Sint-Niklaas (tiếng Hà Lan: Sint-Niklase Blauwe) là một giống thỏ có nguồn gốc từ Bỉ được lai tạo từ thế kỷ 19 gần thành phố Sint-Niklaas, để cung cấp lông cho ngành công nghiệp lông thú địa phương. Nó là một trong những giống lông thỏ lâu đời nhất của thế giới. Thỏ Beveren, cũng nuôi để lấy lông là có liên quan, và đã được nuôi trong cùng một vùng của Flanders. Hiện nay chỉ có giống màu xanh được chấp nhận bởi các tiêu chuẩn của các hiệp hội, không giống như Beverens, nơi các giống khác được chấp nhận.

## Đặc điểm
Thỏ lam Sint-Niklaas nặng hơn nhiều, lên đến 12 lb (5,4 kg) từ đó chỉ ra sự giống nhau liên quan đến thỏ Bỉ lớn. Sau khi giảm sút về việc buôn bán tấm da và các ngành công nghiệp lông thú trong khu vực và thế giới các giống thỏ này đã trở thành gần như tuyệt chủng, vì nó không được phổ biến như là một vật nuôi hay thỏ lấy thịt. Chỉ có một số ít các nhà lai tạo châu Âu ở Bỉ và Pháp đang duy trì.
Chúng là vật nuôi nhạy cảm với các yếu tố ngoại cảnh (chốn trạy, sợ tiếng động), khả năng thích ứng với môi trường kém. Nếu được chăm sóc tốt, chúng sẽ trở nên thân thiện và vui vẻ. Cần tránh tiếp xúc với các loài động vật khác, đặc biệt là chuột. Nếu ban ngày chúng ăn không hết thức ăn thì cần vét sạch máng, nếu thừa chuột sẽ lên ăn và cắn chết thỏ, nhất là thỏ con mới đẻ.
Dạ dày chúng co giãn tốt nhưng co bóp yếu. Nhiều con bị chứng sâu răng hành hạ và có vấn đề về tiêu hóa. Chúng cũng bị mắc một số bệnh như bại huyết, ghẻ, cầu trùng, viêm ruột, do ăn thức ăn sạch sẽ, không bị nấm mốc. Nếu thấy chúng có hiện tượng phân hôi, nhão sau đó lỏng dần thấm dính đét lông quanh hậu môn, kém ăn, lờ đờ uống nước nhiều đó là bệnh tiêu chảy. 

## Chăm sóc
Cho ăn cà rốt có thể khiến chúng bị sâu răng, cũng như gây nên những vấn đề về sức khỏe khác. Cà rốt và táo chứa nhiều đường thực vật, chỉ nên cho thỏ ăn những loại này ít. Chúng thích cam thảo nhưng nó lại không tốt bởi thỏ không thể tiêu hóa đường. Chúng thông thường không ăn rau củ có rễ, ngũ cốc hoặc trái cây, đặc biệt là rau diếp. Nên cho thỏ ăn cỏ, cải lá xanh đậm như bắp cải, cải xoăn, bông cải xanh (phải rửa sạch).
Luôn có thức ăn xanh trong khi chăm sóc, lượng thức ăn xanh cho chúng luôn chiếm 90% tổng số thức ăn trong ngày. Có thể cho chúng ăn thêm thức ăn tinh bột, không được lạm dụng vì chúng sẽ dễ bị mắc bệnh về đường tiêu hóa dẫn đến chết. Nhiều người cho rằng thỏ không cần uống nước là sai. Thỏ chết không phải do uống nước hay ăn cỏ ướt mà vì uống phải nước bẩn và ăn rau bị nhiễm độc.